# Čistá kultura (potravinářství)
Čistá kultura je pojem, který v potravinářství znamená přesně danou směsnou kulturu (např. jogurtová, smetanová, atd.), tedy kulturu buněk více druhů. Tyto kultury jsou přesně specifikovány a pokud se v nich objeví jiné bakterie, tak se již nejedná o čistou kulturu.